# Plataner de Vila-sana
El plataner de Vila-sana (Platanus × hispanica) és un arbre que es troba al municipi de Vila-sana (el Pla d'Urgell).

## Dades descriptives
- Perímetre del tronc a 1,30 m: 4,70 m.
- Perímetre de la base del tronc: 9,93 m.[1]
- Alçada: 30,5 m.
- Amplada de la capçada: 23 m.
- Altitud sobre el nivell del mar: 247 m.

## Entorn
L'arbre és a l'entrada de Vila-sana, molt a prop d'una àrea de pícnic, un circuit de BMX i uns conreus de fruiters (pomeres, sobretot). A prop, l'acompanyen diferents menes d'arbre de jardí (com ara, el negundo, l'àlber piramidal i el xiprer d'Arizona comú). Tot i ser un espai molt freqüentat, no són rares algunes espècies silvestres de caràcter ruderal: ortiga, malva, ravenissa blanca, vincapervinca, morró, morró negre, cinc-en-rama i dent de lleó. Pel que fa a la fauna, hi podem trobar gafarró, verderol, cadernera, cogullada, pardal comú, tudó i picot verd. A la capçada hi nidifiquen les garses, mentre que als conreus dels voltants hi ha perdius.

## Aspecte general
Té un estat extraordinari de salut i vigor, i tot l'arbre és espectacular, especialment el gegantisme de la capçada, la plenitud i, sobretot, la seua enorme bellesa. La seua capçada es ramifica en tres branques als 8 metres.

## Curiositats
Fou declarat Arbre Monumental l'any 1995 i és propietat de l'Ajuntament de Vila-Sana.

## Accés
Es troba a tocar del poble, a la vora d'un rec just al costat de l'àrea de pícnic municipal i del circuit de motocròs, al camí que porta a la Novella Alta i la Novella Baixa i que acaba a la carretera LP-3322, la qual va fins a Mollerussa i Linyola. GPS 31T 0327112 4614298. És visible des de ben lluny.